# Anthreptes
Anthreptes là một chi chim trong họ Nectariniidae.

## Hình ảnh

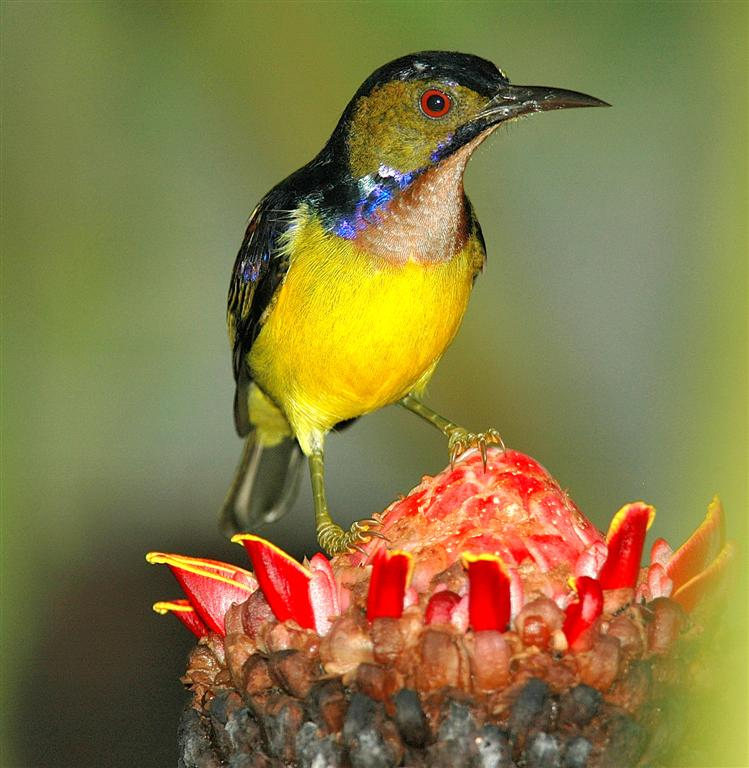
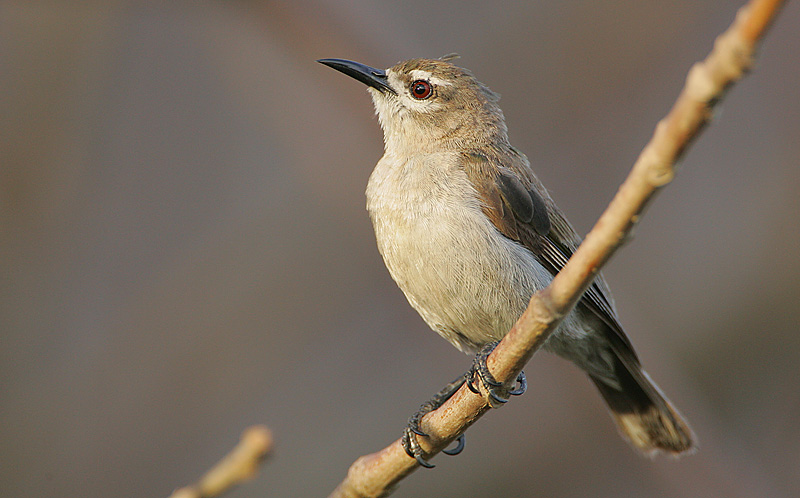
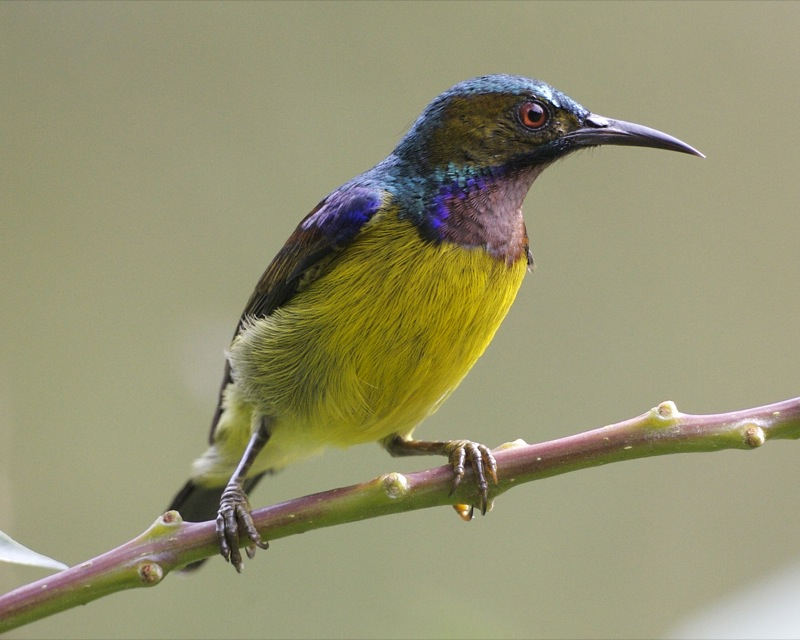